# Antennaria pseudoarenicola
Antennaria pseudoarenicola là một loài thực vật có hoa trong họ Cúc. Loài này được V.V.Petrovsky mô tả khoa học đầu tiên năm 1986.